# ホリオン・グレイシー
ホリオン・グレイシー（Rorion Gracie、[ˈhɔːri.ɒn ˈɡræsiː]、1952年 - ）は、ブラジリアン柔術の選手、指導者。グレイシー一族の一員（エリオ・グレイシーの長男）であり、UFC (Ultimate Fighting Championship) の共同創立者。全世界でもごく少数しかいないブラジリアン柔術の9段赤帯の保持者。ブラジリアン柔術をアメリカ及び世界的に広めた人物。

## 来歴
幼少の頃からブラジリアン柔術を始め、父エリオ・グレイシーのもとで柔術の指導方法を学んだ。
リオデジャネイロ連邦大学を法学士の学位を取得し卒業。
1978年、柔術を広めるためにアメリカの南カリフォルニアに移住。映画やテレビのエキストラとして働きながら、自宅のガレージにマットを敷きブラジリアン柔術の指導をした。
1985年、ホイス・グレイシーをブラジルからアメリカに呼び寄せた。
1987年、映画『リーサル・ウェポン』で監督リチャード・ドナーの、これまでの映画で使われたことのない武道をリーサル・ウェポンでは使ってみたいという希望により、技術アドバイザーとして出演者のメル・ギブソンとゲイリー・ビジーにブラジリアン柔術を指導した。
1988年、グレイシー一族の歴史とグレイシー一族が様々な格闘技の猛者や道場破りと対戦する様子を収めたドキュメンタリービデオ「グレイシー柔術・イン・アクション」を制作。
1989年、ホイス・グレイシー、ヒクソン・グレイシー、ホイラー・グレイシーとともに初めてのグレイシー柔術道場をカリフォルニア州トーランスに開設した。
1991年、グレイシー柔術の基礎を収めた全5巻の技術解説ビデオを制作。
1992年、映画『リーサル・ウェポン3』で再び技術アドバイザーを務め、格闘シーンのスタントマンもこなした。
1993年、グレイシー柔術・イン・アクションに収められていた「グレイシー・チャレンジ」と呼ばれる、グレイシー一族が格闘技の猛者や道場破りと対戦するエキシビションマッチ（非公式試合）を見て触発されたアート・デイビーと組みUFCを創立。UFCにグレイシー一族を代表してホイス・グレイシーを出場させ、格闘技におけるグレイシー柔術の優れた有用性を世界中に知らしめることに成功する。
1994年、アメリカ陸軍特殊作戦コマンドの高官から、グレイシー柔術をベースにした実際に近接格闘術で使える格闘技術を作るよう依頼され、ホリオンは訓練プログラム「グレイシー・コンバティブ・ミリタリー・コース」を考案して、これをアメリカ特殊作戦部隊、アメリカ軍、CIAで指導した。
2002年1月にこの格闘技術は正式にアメリカ陸軍格闘術で基礎をなす格闘技術として採用された。また同時期に、同じように警察当局から格闘技術開発の依頼を受け、「グレイシー・レジスティング・アタック・プロシージャー・フォー・ロウ・エンフォースメント」（G.R.A.P.L.E）を作り、これも警察当局により正式に格闘訓練プログラムとして採用されている。

## 人物
- UFCの選手であったハビエル・バスケスの義父である。
- 1999年に、従兄弟のカーリー・グレイシーを相手取りグレイシー柔術のロゴマークをめぐって商標権侵害で法廷で争い、ホリオンは最終的にこの裁判に勝訴し賠償金を獲得したが、陪審団は「グレイシー柔術 (Gracie Jiu-Jitsu)」という名称についてホリオンが連邦法上有効な商標権をもっていないとする、カーリーに有利な認定を下した[6]。
- 雑誌『Black Belt』で2006年の Instructor of the Year に選ばれた[7]。
- 2003年10月27日に父エリオ・グレイシーから直々に昇段を認められブラジリアン柔術の9段赤帯を与えられた。
- 2011年に『The Gracie Diet Book』を刊行した。この本はグレイシー一族の健康、長寿、グレイシー柔術における成功の陰にある食への戦略について書かれたもの[8]。
- ヒクソンは『ヒクソン・グレイシー自伝』で「一族最高のファイターは私だったかもしれないが、グレイシー柔術を売り込む点ではホリオンが飛び抜けてうまかった」「生まれながらのセールスマン」とホリオンを評している[9]。